# Hidrosililació
En química orgànica i organometàl·lica, la reacció d'hidrosililació (també anomenada Procés Speier) és molt important en síntesi orgànica i per a la fabricació de materials, en particular, les silicones (especialment amb R'=Cl):
{\displaystyle {\ce {HSiCl3 + R-CH=CH2 -> RCH2CH2SiCl3}}}

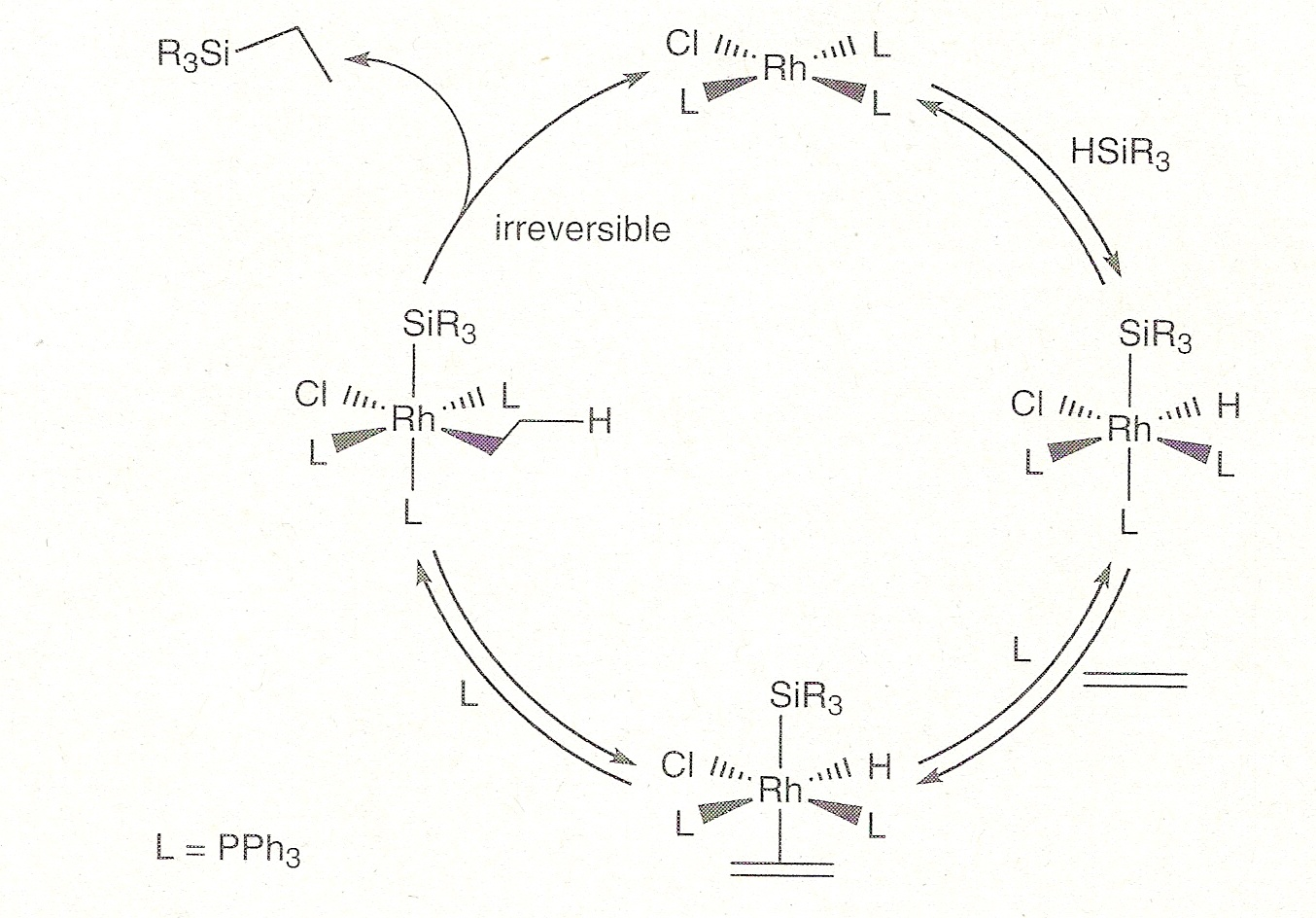
Reacció del catalitzador de Wilkinson

La hidrosiliació també pot ser iniciada fotoquímicament i catalitzada per reactius formadors de radicals, complexos amb metalls de transició com el H₂PtCl₆ (els quals són eficaços en quantitats extremadament petites i funciones en forma col·loidal més que en forma homogènia) o bases de Lewis, mitjançant un mecanisme anti-Markovnikov.
Mecanísticament, el procés hauria d'assemblar-se al de la hidrogenació dels alquens, però en compte d'això, s'ha proposat un mecanisme semblant al de l'addició oxidant clàssic sobre un centre metàl·lic amb la inserció de l'olefina a l'enllaç Metall-Hidrogen o, més hipotèticament, a l'enllaç Metall-SiR'3. El catalitzador de Wilkinson-Osborn, entre d'altres, funciona segons aquest mecanisme.
També és possible hidrosililar els enllaços C=O o C=N.